# NGC 4688
NGC 4688 је спирална галаксија у сазвежђу Девица која се налази на NGC листи објеката дубоког неба.
Деклинација објекта је + 4° 20' 9" а ректасцензија 12h 47m 46,5s. Привидна величина (магнитуда) објекта NGC 4688 износи 12,0 а фотографска магнитуда 12,7. Налази се на удаљености од 17,1000 милиона парсека од Сунца. NGC 4688 је још познат и под ознакама UGC 7961, MCG 1-33-13, CGCG 43-28, IRAS 12452+0436, PGC 43189.